# Jineane Ford
Jineane Ford (Gilbert, 1960) è una modella statunitense, eletta nel 1980 Miss USA.

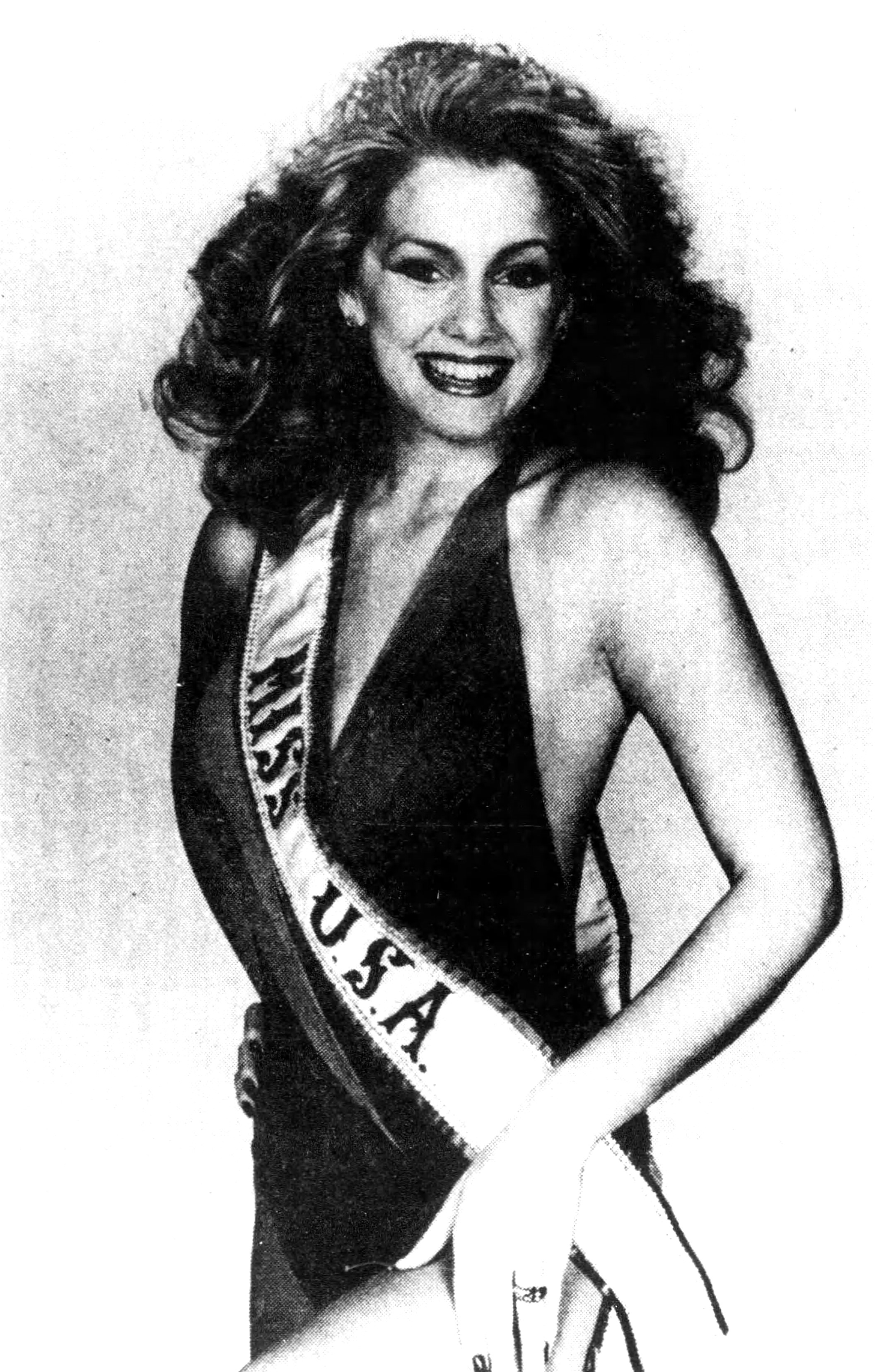
Jineane Ford

Vincitrice del concorso Miss Arizona nel 1979, Jineane Ford rappresenta in seguito il proprio stato, l'Arizona, a Miss USA 1980, quell'anno tenuto a Biloxi nel Mississippi.
Inizialmente la Ford si era piazzata al secondo posto del concorso. Tuttavia, quando la Miss USA in carica, Shawn Weatherly ottenne anche il titolo di Miss Universo, il titolo di Miss USA passò in automatico a lei.
Dopo l'anno di regno, la Ford è diventata una giornalista, lavorando in Arizona per l'emittente televisiva KPNX, con cui ha continuato a lavorare sino al 2007, anno in cui ha rinunciato al lavoro per dedicarsi completamente alla famiglia.